# Airbus A320
De Airbus A320 is een narrow-bodyvliegtuigtype van de Europese vliegtuigbouwer Airbus. De benaming wordt zowel gebruikt voor de A320 zelf als voor de "A320-familie", met daarin de aan elkaar gerelateerde vliegtuigtypen (in oplopende grootte) A318, A319, A320 en A321. Het zijn relatief kleine straalvliegtuigen die vooral gebruikt worden voor middellange afstanden. Met de Airbus A320 is een groot vliegbereik te realiseren van 4.843 tot 5.676 km. De belangrijkste concurrent is de Boeing 737.

## Geschiedenis
De Airbus A320 zag voor het eerst het licht in 1986; in 1988 volgde de levering aan de eerste luchtvaartmaatschappij: Air France.

## Kenmerken

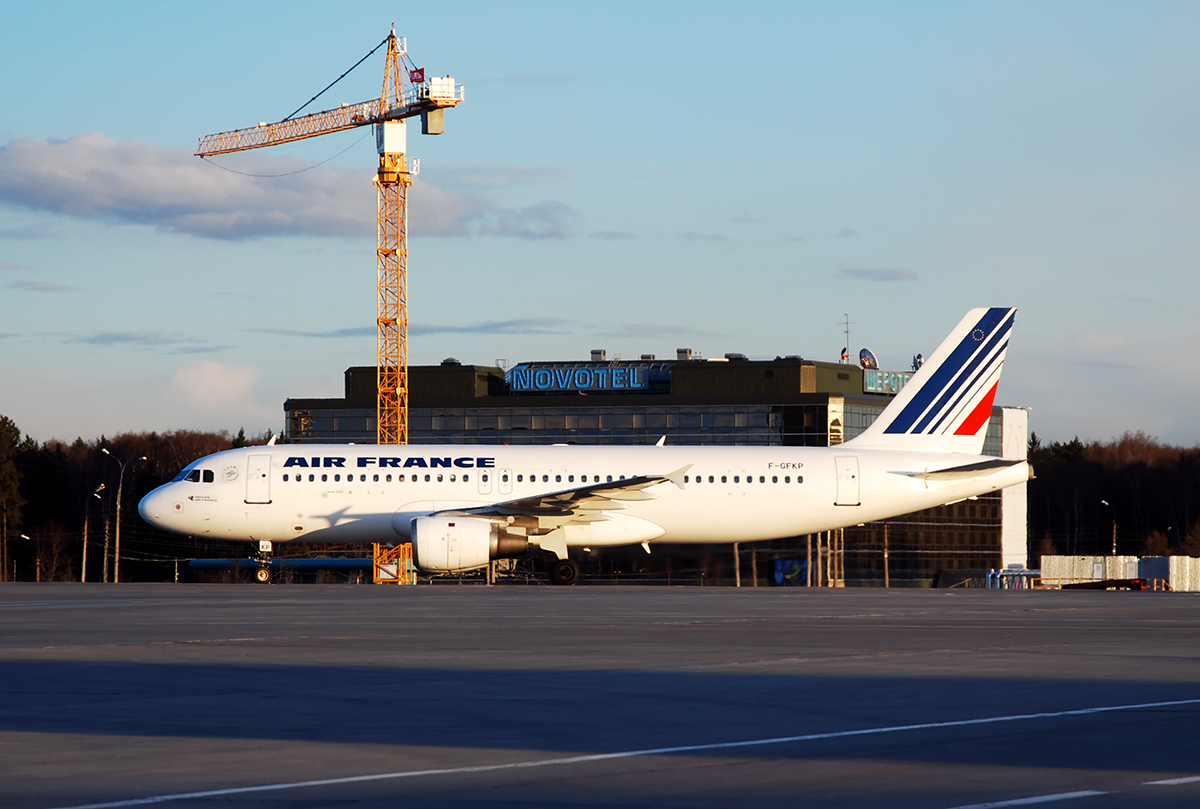
Een Airbus A320 van Air France op de luchthaven van Sjeremetjevo.

De A320 heeft standaard twee cabineopties. De two-classindeling bestaat uit een businessclass en economyclass met 150 stoelen. De single classindeling, die voornamelijk door chartermaatschappijen wordt gebruikt, telt tussen de 164 en 180 stoelen, afhankelijk van de beenruimte. De Airbus A320 heeft één gangpad. Aan beide kanten van het gangpad zijn de stoelen opgesteld in rijen van drie. In de businessclass is dit standaard twee stoelen per rij. De A320 heeft in totaal acht nooduitgangen.
De A320 kent een moderne glazen cockpit; veel van de traditionele mechanische instrumenten zijn vervangen door een grafische weergave van de informatie van die instrumenten op een beperkt aantal computerschermen. Het gebruik van computerschermen biedt onder andere het voordeel om de informatie die op de schermen gepresenteerd wordt aan te passen aan de vluchtfase en/of de specifieke toestand van het toestel. Zo worden bepaalde checklisten op een van de schermen getoond en kan de piloot de doorlopen stappen hierop afvinken.
De Airbus A320 was het eerste, op grote schaal geproduceerde, verkeersvliegtuig waarin fly-by-wiretechnologie werd toegepast. Een opvallende nieuwigheid was de uitrusting van de stuurknuppel als "sidestick" (een soort joystick).
Alle vernieuwingen hadden bij de introductie van het toestel ook een keerzijde. Vliegtuigen die uitgerust zijn met de fly-by-wiretechniek hebben niet langer een mechanische verbinding tussen piloot en stuurvlak. In dit geval is een computer vereist om de beweging van de piloot te vertalen naar beweging van stuurvlakken. Deze computer zal hierbij rekening houden met de specifieke vluchtfase en kan daarbij zelfs bepaalde inputs van de vlieger negeren wanneer deze de veiligheid van de vlucht in gevaar brengen. Zo zal het computersysteem de vlieger beletten om een bocht in te zetten met een te grote rolhoek. Hiermee wordt het voor de vliegers nog belangrijker om de toestand van het controlesysteem te kennen en te begrijpen. De A320 trok in de eerste jaren na haar introductie negatieve aandacht met een aantal ongevallen waarin de bemanning niet doorhad in welke configuratie het toestel zich bevond. Het vormde het begin van een periode waarin veel aandacht uit zou gaan naar ongevallen waarbij een perfect functionerend vliegtuig onder controle van een volledig capabele bemanning toch tegen het terrein aanvliegt. Zie ook: Controlled Flight Into Terrain (CFIT).

## Gebruikers

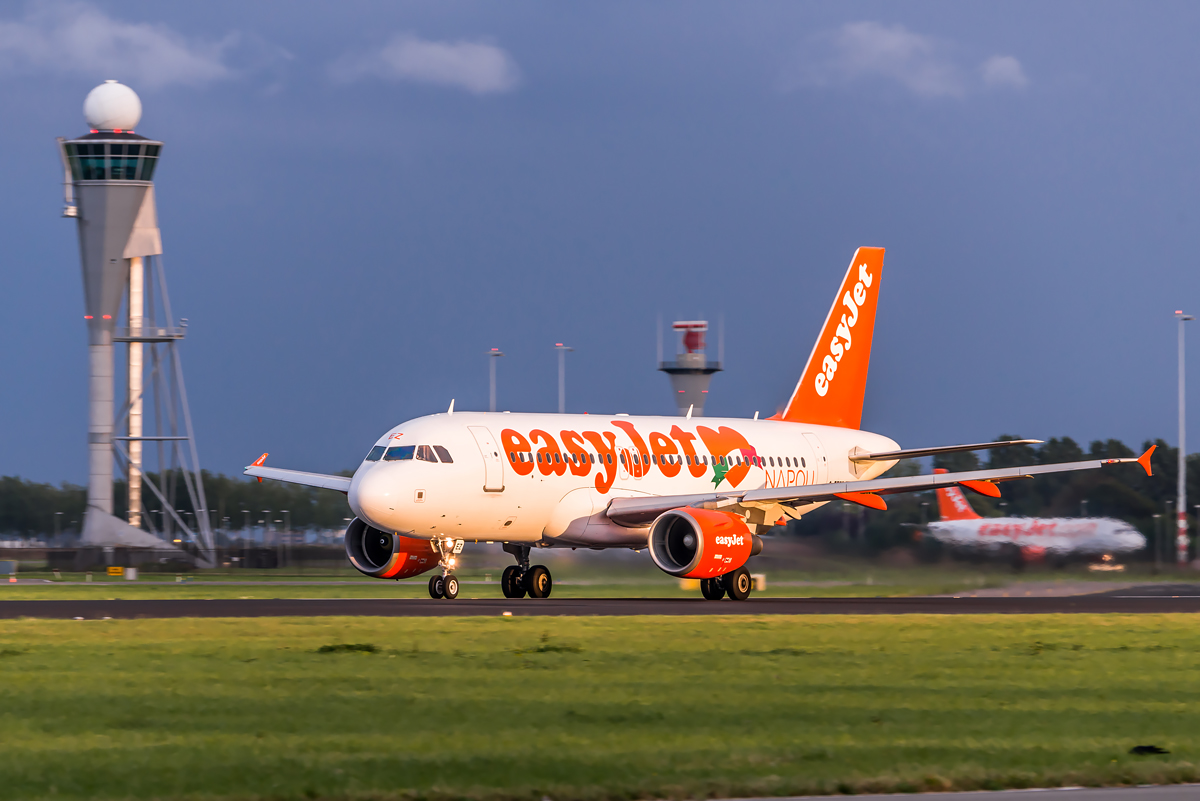
EasyJet A320, Airport Amsterdam Schiphol.

### Grootste gebruikers (>100 toestellen)
| Luchtvaartmaatschappij       | In dienst | Orders |
| ---------------------------- | --------- | ------ |
| AirAsia                      | 206       | 492    |
| BOC Aviation                 | 65        | 41     |
| China Eastern Airlines       | 25        | 95     |
| CIT Aerospace                | 68        | 69     |
| China Southern Airlines      | 66        | 56     |
| GE Capital Aviation Services | 156       | 80     |
| JetBlue Airways              | 118       | 53     |
| TAM Linhas Aéreas            | 86        | 32     |
| ILFC                         | 213       | 100    |
| IndiGo                       | 39        | 180    |
| Qantas                       | 0         | 110    |
| United Airlines              | 97        | 19     |
| US Airways                   | 72        | 35     |
| Wizz Air                     | 41        | 105    |
| EasyJet                      | 190       | 249    |

(*) American Airlines kan volgens het contract dat het afgesloten heeft met Airbus kiezen uit de verschillende vliegtuigen uit de Airbus A320-familie (Airbus A318, A319, A320 en A321).

### Nederland
In Nederland maakte Martinair gebruik van de A320, tot medio 2007. Sinds 2003 vloog Martinair met de Airbus A320 richting de populaire (Europese) vakantiebestemmingen. Martinair had er drie van in haar vloot. In de zomer van 2006 heeft Martinair een vierde A320 geleased van Iberworld. Sinds de zomer van 2008 had de in 2011 opgeheven luchtvaartmaatschappij Amsterdam Airlines ook drie van deze toestellen in bezit. De Nederlandse luchtvaartmaatschappij DutchBird vloog overigens ook enkele jaren met de A320, evenals de luchtvaartmaatschappij V Bird. Alle vier zijn inmiddels failliet. 
Op 16 december 2021 werd bekend dat Air France-KLM bij Airbus een order van ruim honderd toestellen van de A32N familie heeft geplaatst. De nog te leveren vliegtuigen moeten op termijn de plek van de huidige Boeing 737 vloot gaan in nemen. De toestellen zullen onder de dochterbedrijven  KLM en Transavia Nederland en Transavia France worden verdeeld. 
De order omvat zowel A320NEO als A321NEO vliegtuigen. Ook heeft het bedrijf nog de optie om bovenop de reeds 100 bestelde toestellen nog eens 60 toestellen bij te bestellen. In welke configuratie de toestellen zullen worden geleverd en hoe ze worden verdeeld onder KLM en Transavia is nog niet bekendgemaakt. De eerste toestellen zullen rond vanaf 2023 aan het bedrijf worden geleverd, de laatste in 2030.

### België
In totaal heeft Brussels Airlines zestien A320's in dienst (waarvan drie toestellen afkomstig van Thomas Cook Airlines Belgium). Vijf van deze toestellen dragen opvallende kleurenschema's gebaseerd op enkele Belgische iconen.

## Ongevallen en incidenten
- Op 19 mei 2016 verdween vlucht MS804 van Egyptair met 66 mensen aan boord van de radar.
- Op 25 april 2015 moest een vliegtuig van Turkish Airlines een noodlanding maken na een motorstoring.
- In de nacht van 28 op 29 maart 2015 is een vliegtuig van Air Canada van de baan geschoven op de luchthaven van Halifax. Er waren 23 gewonden.
- Op 24 maart 2015 stortte Germanwings-vlucht 9525 van Barcelona naar Düsseldorf boven Frankrijk ten noorden van Digne-les-Bains neer. Alle 144 passagiers en de 6 bemanningsleden kwamen hierbij om het leven. Waarschijnlijk pleegde de copiloot zelfmoord.
- Op 28 december 2014 verdween Indonesia AirAsia-vlucht 8501, 45 minuten na de start uit Juanda International Airport, boven de Javazee. Alle 155 passagiers en 7 bemanningsleden kwamen om.
- Op 29 maart 2013 kwam een Airbus A320-214 van Air Méditerranée door onbekende oorzaak naast de landingsbaan terecht van de luchthaven Lyon-Saint-Exupéry. De vlucht ML7817 was afkomstig uit Agadir (Al Massira Airport). Alle 181 inzittenden en de 7 bemanningsleden van het vliegtuig bleven ongedeerd.
- Op 15 januari 2009 maakte de piloot van de Airbus A320-214, US Airways-vlucht 1549 een geslaagde noodlanding op de Hudsonrivier. Kort na vertrek vielen beide motoren uit na een vogelaanvaring. Alle 155 inzittenden overleefden het ongeluk.
- Op 27 november 2008 stortte een A320-200 van Air New Zealand in de Middellandse Zee. Zeven personen, waaronder de twee piloten, kwamen om het leven.
- Op 17 juli 2007 schoot een Airbus A320 van TAM Linhas Aéreas door bij de landing op de luchthaven Congonhas in São Paulo. Alle 187 inzittenden kwamen om, net als twaalf mensen op de grond.[4]
- Op 3 mei 2006 stortte een Airbus A320 van Armavia neer in de Zwarte Zee bij Sotsji. Alle 113 inzittenden komen om. Het ongeluk gebeurde tijdens slecht weer.
- Op 20 januari 1992 crashte vlucht 148, een Airbus A320-111 van Air Inter, in de Vogezen bij Mont Sainte-Odile, tijdens de landingsnadering van luchthaven Straatsburg. Van de 96 personen aan boord overleefden er 9.
- Op 5 december 1989 botste tijdens de landing in de mist een Airbus A320-211 op het vliegveld van Rijsel in Noord-Frankrijk op de Mooney M20K van de Nederlandse ruimtevaarder Wubbo Ockels. Niemand raakte gewond.
- Op 26 juni 1988 verongelukte tijdens een demonstratievlucht een Airbus A320 nabij het vliegveld Mulhouse-Habsheim in de Elzas. Het toestel vloog laag en traag (voor een vliegshow) met goed weer over het vliegveld, om enkele ogenblikken later bomen te raken. Bij het ongeluk kwamen drie personen om het leven en raakten er 50 gewond.

## New Engine Option (NEO)
Airbus werkte sinds 2010 aan een gemoderniseerde versie van de A320, ook wel bekend als New Engine Option (NEO).
Volgens Airbus heeft deze variant nieuwe motoren die aanzienlijk zuiniger zijn dan zijn voorgangers en tot 16% minder brandstof gebruiken. Ook worden de toestellen uitgerust met nieuwere winglets, ook wel bekend als Sharklets.
Airbus wil in oktober 2015 de eerste A320neo afleveren en schat zo'n 4.000 toestellen te verkopen in 15 jaar tijd. Er waren in juli 2015 reeds 2.976 toestellen in bestelling. Het eerste toestel is voor Qatar Airways die 80 toestellen bestelde. De Indiase luchtvaartmaatschappij IndiGo heeft in 2011 150 toestellen besteld (samen met nog eens 30 gewone A320's). Het Maleisische AirAsia bestelde 200 toestellen. American Airlines bestelde 130 toestellen, Lion Air 174 toestellen, Norwegian.com en Lufthansa hebben elk 100 toestellen in bestelling. IndiGo uit India plaatste in 2015 een tweede order voor nog eens 250 A320neo toestellen, in aantal het grootste aantal ooit voor een order van vliegtuigen bij Airbus.